# L'Absie

L'Absie este o comună în departamentul Deux-Sèvres, Franța. În 2009 avea o populație de 1,041 de locuitori.